# Baldonnel (Irlande)
Pour l’article homonyme, voir Baldonnel.
Baldonnel est une localité du Comté de Dublin en Irlande, située à proximité de Clondalkin.
La localité accueil à l'aérodrome Casement la principale base du Corps aérien irlandais et la Garda Air Support Unit. L'aérodrome héberge également le musée du Corps aérien Irlandais.